# Княвичская волость
Кня́вичская (Княвицкая) волость — административно-территориальная единица в составе Брянского (с 1921 – Бежицкого) уезда.
Административный центр — село Княвичи.

## История
Волость образована в ходе реформы 1861 года; являлась одной из крупнейших в уезде по площади, количеству населённых пунктов и сельских обществ. При этом около 2/3 территории волости занимали леса.
12 июля 1918 года западная часть Княвичской волости (14 хуторов) была передана в новообразованную Людинковскую волость.
В ходе укрупнения волостей, в 1924 году Княвичская волость была упразднена, а её территория разделена между Овстугской и Жирятинской волостями.
Ныне территория бывшей Княвичской волости разделена между Жирятинским, Жуковским и Клетнянским районами Брянской области.

## Административное деление
В 1920 году в состав Княвичской волости входили следующие сельсоветы: Байтичский, Большестибковский, Быковичский, Высокский, Голубковский, Дороховский, Издежичский, Клинковский, Княвичский, Крыжинский, Лашунский, Литовницкий, Малостибковский, Морачовский, Мордасовский, Нешковичский, Нижнеберезовичский 1-й и 2-й, Новосельский, Новоэстонский, Павловичский, Пашковский, Селищенский, Столбянский, Тарасовский, Упрусский, Шишковский, Шустовский.